# Порылык
«По́рылык» (луговомар. Порылык «доброта») — поэма и поэтический сборник (1972) Валентина Колумба, марийского поэта (1935—1974). Валентин Колумб в сборнике «Порылык» обращается к традиционным поэтическим образам марийского фольклора, получающие новое осмысление, отражающее индивидуальное мировидение и мировосприятие (Абукаева Л. А.).